# Obraz Matki Bożej Pompejańskiej

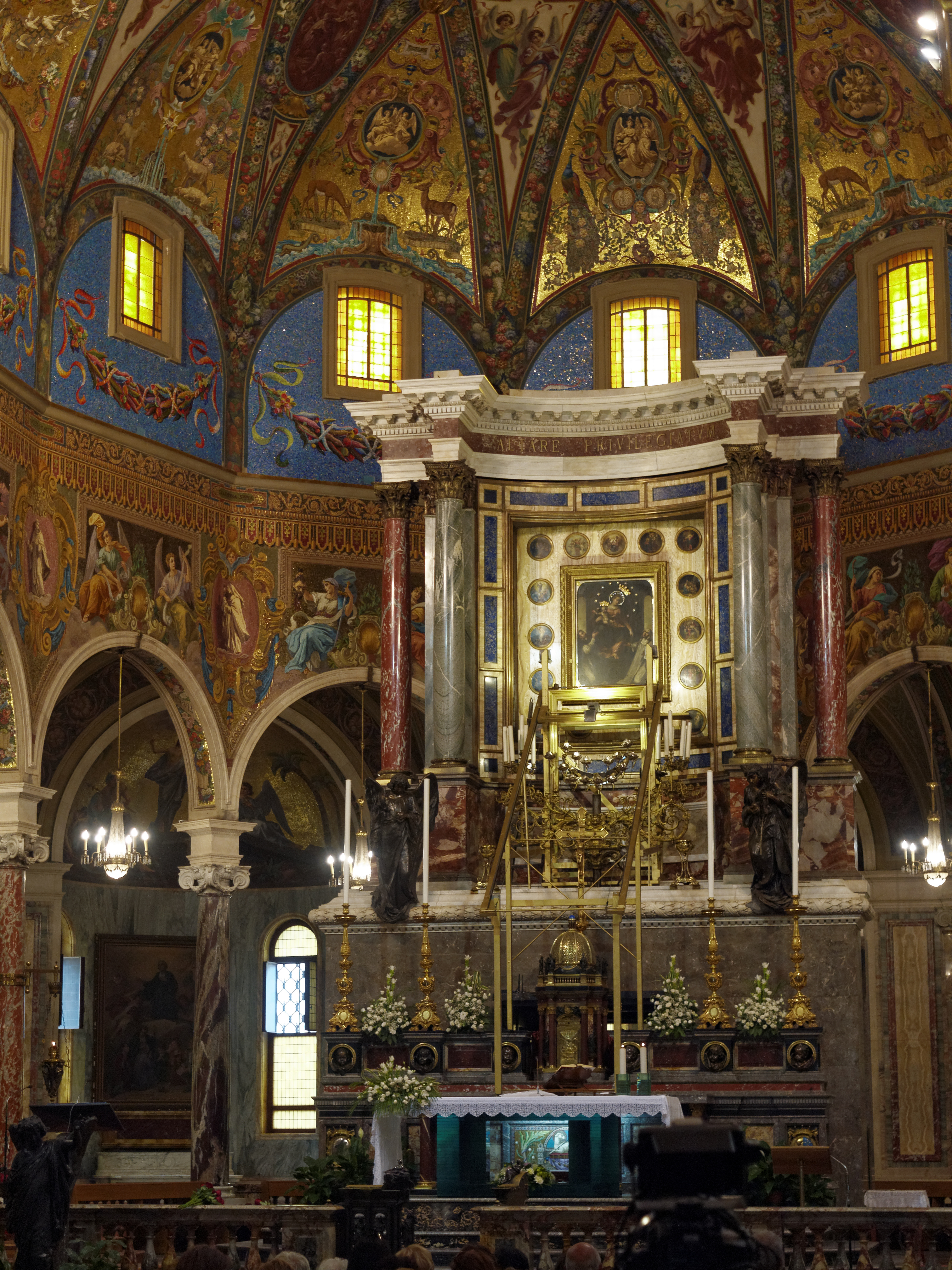
Ołtarz główny bazyliki w Pompei z obrazem Matki Bożej Pompejańskiej

Matka Boża Pompejańska – obraz znajdujący się w ołtarzu głównym bazyliki w Pompei we Włoszech.

## Opis obrazu
Obraz przedstawia Matkę Bożą siedzącą na tronie z Dzieciątkiem Jezus na kolanach. U Jej stóp klęczy po stronie lewej św. Dominik, a po prawej św. Katarzyna ze Sieny. Maria prawą ręką przytrzymuje Dzieciątko, a lewą podaje różaniec św. Katarzynie. Dzieciątko podaje różaniec św. Dominikowi. Wokół głowy Matki Bożej znajduje się krąg z 12 gwiazd.

## Historia obrazu
Znana historia obrazu zaczyna się w XIX wieku. W roku 1875 Bartłomiej Longo udał się do Neapolu z zamiarem zakupienia obrazu Matki Bożej Różańcowej dla mieszkańców Doliny Pompejańskiej, w której w tym czasie odbywały się misje. Ostatecznie w jego ręce dostał się stary obraz od zakonnicy s. Marii Concetty de Litalla, który z kolei otrzymała ona wcześniej od dominikanina o. Alberta Radente, a ten kupił go od pewnego przekupnia po bardzo niskiej cenie. Obraz nie spodobał się Londze – był zniszczony, popękany i podziurawiony, w niektórych miejscach farba się wykruszyła, natomiast w górnej części obrazu brakowało fragmentu płótna. Ponadto nie odpowiadała mu kompozycja dzieła, w dodatku zaś – w ocenie Longi – postacie nie były „zbyt urodziwe”. Namówiony jednak przez zakonnicę, zdecydował się wziąć ze sobą dzieło. Obraz był na tyle duży (120 cm wysokości i 1 m szerokości), że nie zmieścił się do przedziału kolejowego. Został więc spakowany i przewieziony wozem. Dotarł do Pompei 13 listopada 1875 roku. 
Obraz był kilkukrotnie odnawiany. Płótno podklejano i wzmacniano. Co więcej, pierwotnie na obrazie znajdowała się św. Róża z Limy, która została przemalowana na św. Katarzynę ze Sieny na życzenie Bartłomieja Longi. Renowacje miały miejsce w 1876, 1879 i 1965 roku. 
Obraz został koronowany 1887 przez legata papieża Leona XIII i ponownie koronowany po renowacji 23 kwietnia 1963 roku przez Pawła VI.
13 listopada – dzień przybycia obrazu do Pompei – jest uroczyście obchodzony każdego roku.